# Steinplatz (Berlin-Charlottenburg)
Der Steinplatz ist ein Platz im Berliner Ortsteil Charlottenburg des Bezirks Charlottenburg-Wilmersdorf. Er liegt etwa mittig an der Hardenbergstraße gegenüber der Universität der Künste (UdK) und wurde nach dem Staatsmann und Reformer Freiherr Heinrich Friedrich Karl vom und zum Stein benannt, einem Zeitgenossen Hardenbergs.
Drei Straßen führen auf den rechteckig angelegten Platz. Dies sind die Goethestraße an der Westecke sowie die Uhlandstraße an der Südecke. Die Carmerstraße stößt an der Südwestseite an und verbindet den Steinplatz mit dem nahegelegenen Savignyplatz. Die Hardenbergstraße führt an der Nordostkante entlang. Dort befindet sich die von mehreren Buslinien der BVG bediente Haltestelle Steinplatz.

## Geschichte

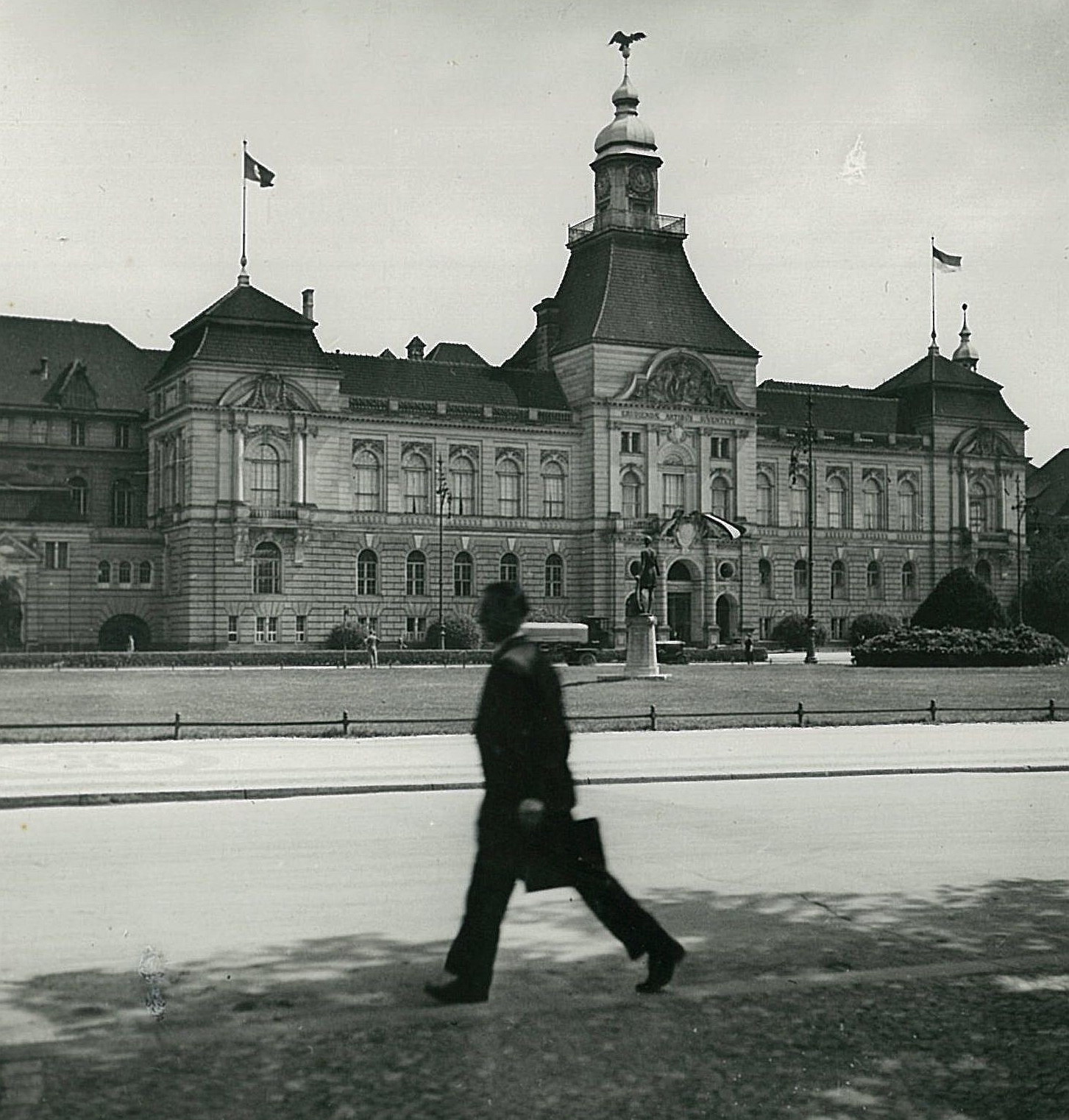
Blick über den Steinplatz zur Hochschule für die Bildenden Künste mit Denkmal der Flora in der Mitte

Der Steinplatz wurde 1885 angelegt und weist – wie die ihn umgebenden Straßen – zum Teil noch gründerzeitliche Randbebauung auf. Im Jahr 1905 feierte die ursprüngliche Stadt Charlottenburg ihre 200-Jahr-Feier, bei der unter anderem das Kaiser-Wilhelm-Denkmal eingeweiht wurde. Zugleich kam der Wunsch auf, auf dem Steinplatz ein Denkmal für den Namensgeber aufzustellen. Im Ergebnis von Spendensammlungen standen zur Realisierung schließlich 18.700 Mark (kaufkraftbereinigt in heutiger Währung: rund 145.000 Euro) zur Verfügung, was nun zur Ausrufung eines Gestaltungswettbewerbs führte. Den ersten Preis gewann der Bildhauer August Gaul für einen Brunnen mit einer Gruppe von Pelikanen und einem Rüssel hebenden Elefanten. Obwohl das Projekt Elephantenbrunnen nicht den Freiherrn von Stein zeigte, fanden einige Besucher der Entwurfsausstellung das Modell sehr gut, andere kritisierten es. Christian Morgenstern griff die Meinungsverschiedenheiten auf und verfasste das fünfstrophige Gedicht Vom Stein-Platz zu Charlottenburg, darin heißt es unter anderem:

„War Stein kein großes Tier? Ich denke doch er war es. […] Ihr wackern Richter, lasst den Wert des Werks den Streit entscheiden! Der Stein, den uns ein ‚Gaul‘ beschert, wird seinen Stein-Platz kleiden.“

Der Beginn des Ersten Weltkriegs und die anschließende Inflation verhinderten sämtliche Gestaltungsmaßnahmen.
In einem Café bzw. der Filmbühne am Steinplatz lernte Rudi Dutschke seine spätere Frau Gretchen Klotz kennen.

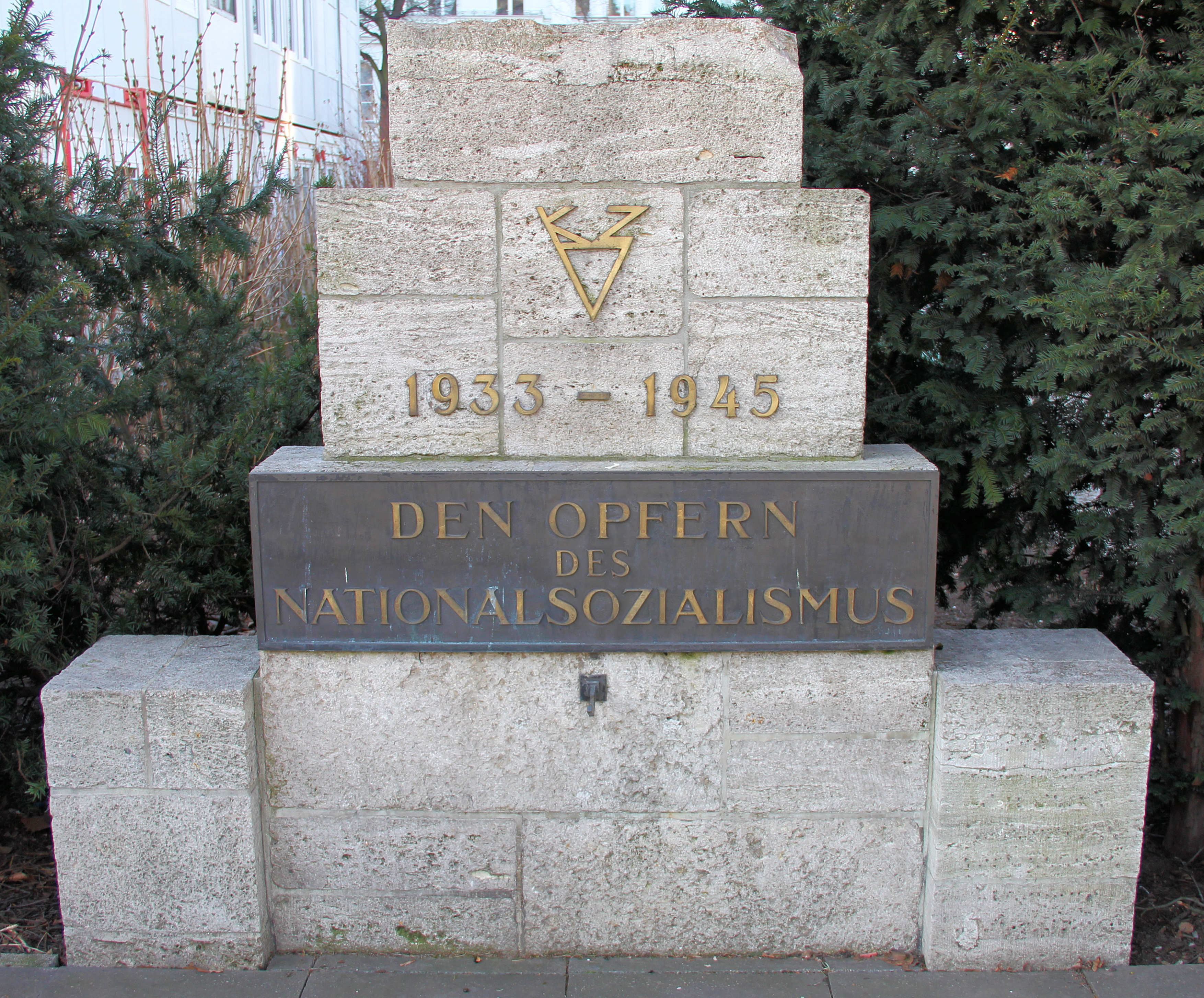
Gedenkstein für die Opfer des Nationalsozialismus 1933–1945

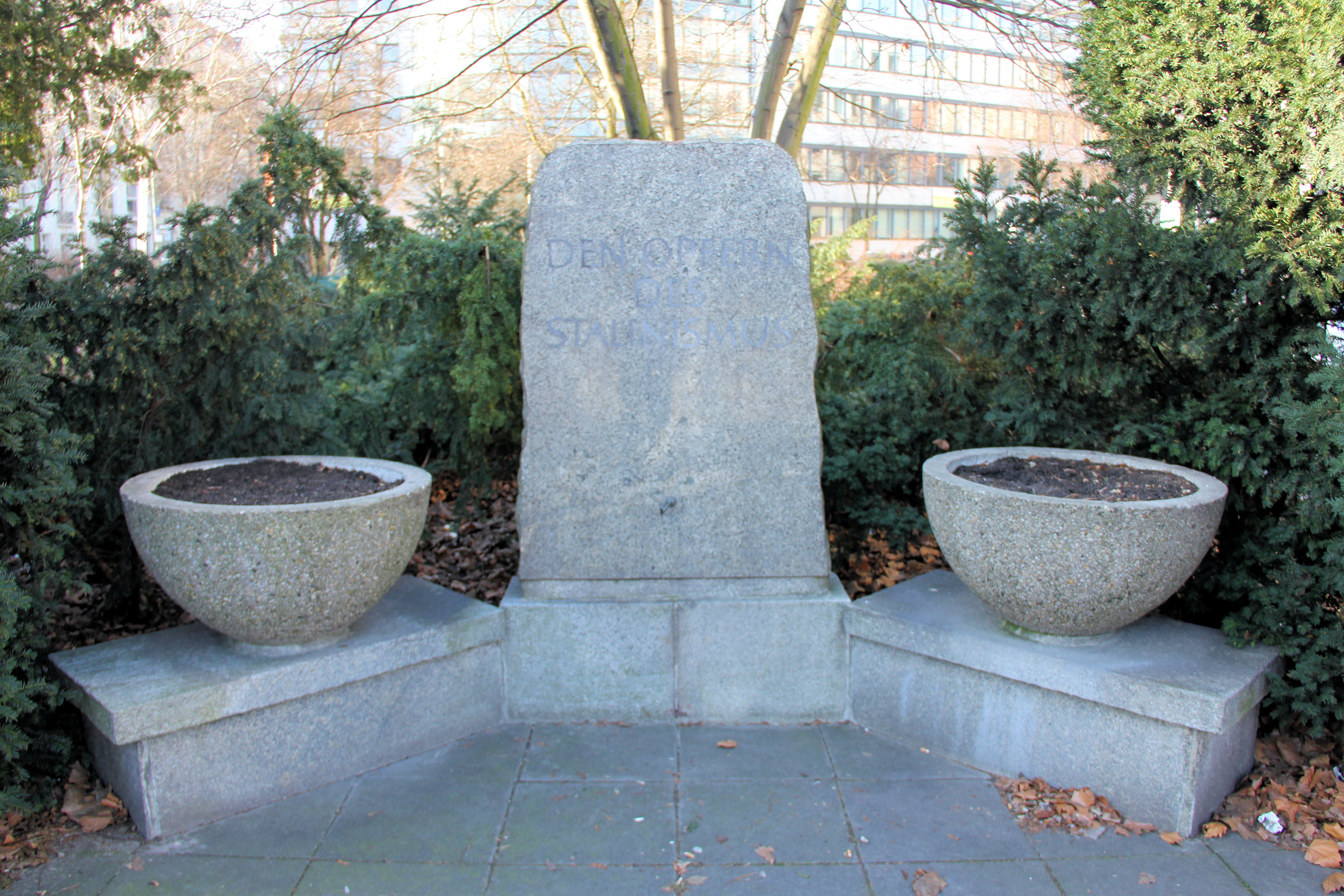
Gedenkstein "Den Opfern des Stalinismus"

Auf dem in der Nachkriegszeit neugestalteten und begrünten Platz befinden sich je ein Gedenkstein für die Opfer des Nationalsozialismus 1933–1945 und des Stalinismus (ohne Zeitangabe) (Einweihung am 4. November 1951) sowie eine Büste des Namensgebers. Der Gedenkstein für die Opfer des Nationalsozialismus wurde vom anti-kommunistischen Bund der Verfolgten des Naziregimes gegen Widerstände erkämpft und 1953 an der nordöstlichen Platzecke an der Hardenbergstraße errichtet. Gefügt aus Steinen der zerstörten Synagoge Fasanenstraße mit der Inschrift: „1933–1945 / Den Opfern des Nationalsozialismus“; darüber ein dem Dreieckszeichen der KZ-Häftlinge nachgebildetes Emblem mit den stilisierten, wie Flammen wirkenden Buchstaben „KZ“. Der von dem Architekten Josef M. Lellek gestaltete Gedenkstein ist das früheste West-Berliner Denkmal für NS-Opfer.

## Umgestaltung 2017/2018
Zwischen November 2017 und Mai 2018 wurde der Platz durch das Bezirksamt Charlottenburg-Wilmersdorf erneut umgestaltet. Grundlage für die Umgestaltung war der Entwurf von Leon Giseke, Lasse Malzahn und Lucas Rauch mit dem Titel „Aufschließen“, der eine großzügige klare Gestaltung der Anlage, eine Öffnung des Platzes gegenüber den umliegenden Anrainern und eine Neuinszenierung der Gedenkstätten vorsah. Im Jahr 2016 wurde daraufhin das Landschaftsplanungsbüro Schirmer-Partner mit der Konkretisierung des Entwurfes beauftragt. Die zentrale Wiese des Platzes ist nun von allen vier Seiten durch mit Rollsplitt bestreute Wege erschlossen, die Natursteineinfassung der Bepflanzung zur Hardenbergstraße wurde entfernt und an den anderen drei Seiten durch eine umlaufende Betonstufe ersetzt, sodass der Rasen rund 30 cm tiefer liegt. Die Bepflanzung zur Hardenbergstraße wurde erneuert, bietet jetzt jedoch keinen Schutz mehr vor dem Straßenlärm. An den Wegen konnte durch Sponsoring der Anrainer und der Mittelzusage von 250.000 Euro aus dem Berliner Plätzeprogramm der Senatsverwaltung für Stadtentwicklung und Wohnen hochwertige Möblierung (Sitzgruppen, Bänke und Tischtennisplatten) aufgestellt werden. Insgesamt wurden 544.000 Euro für den Umbau zugesagt.
Die Eröffnung des Platzes fand am 17. August 2018 durch den Stadtrat für Stadtentwicklung Oliver Schruoffeneger statt. Der Bezirk plant, den Steinplatz in den nächsten Jahren gemeinsam mit den Nachbarn zu einem Raum für Spiel, Sport und Kunst zu entwickeln und auf eine zeitgenössische Art die traditionelle Erinnerungskultur des Ortes zu hinterfragen und die Anrainer einzubeziehen. Ziel ist es, den Platz in den Stadtraum zu öffnen. Ab den 1950er Jahren hatte der Platz in West-Berlin repräsentative Aufgaben, die sich auch an den Denkmalen für die die Opfer des Stalinismus und für die Opfer des Nationalsozialismus zeigen. Darüber hinaus waren die dem Platz gegenüber liegenden Gebäude der Charlottenburger Kunsthochschule und des Studentenhauses der Technischen Universität direkt nach 1945 zentrale Orte gesellschaftspolitischer, kultureller und künstlerischer Veranstaltungen und Debatten. Diese verlorene berlinweite Bedeutung des Steinplatzes soll berücksichtigt werden.
Zum Auftakt errichtete das Künstlerkollektiv mmtt (Stefka Ammon und Katharina Lottner) für die Dauer von neun Wochen die Simultan-Installation Steinplatz reloaded mit 24 Skulpturen aus 133 Jahren Geschichte des Platzes. Die Denkmale und Mahnmale zeugen von Ereignissen und Personen, die in enger Verbindung zum Steinplatz stehen und teilweise schon in Vergessenheit geraten sind, und setzen sich so mit der Geschichte und Gegenwart des Platzes auseinander.

Steinplatz nach der Neugestaltung
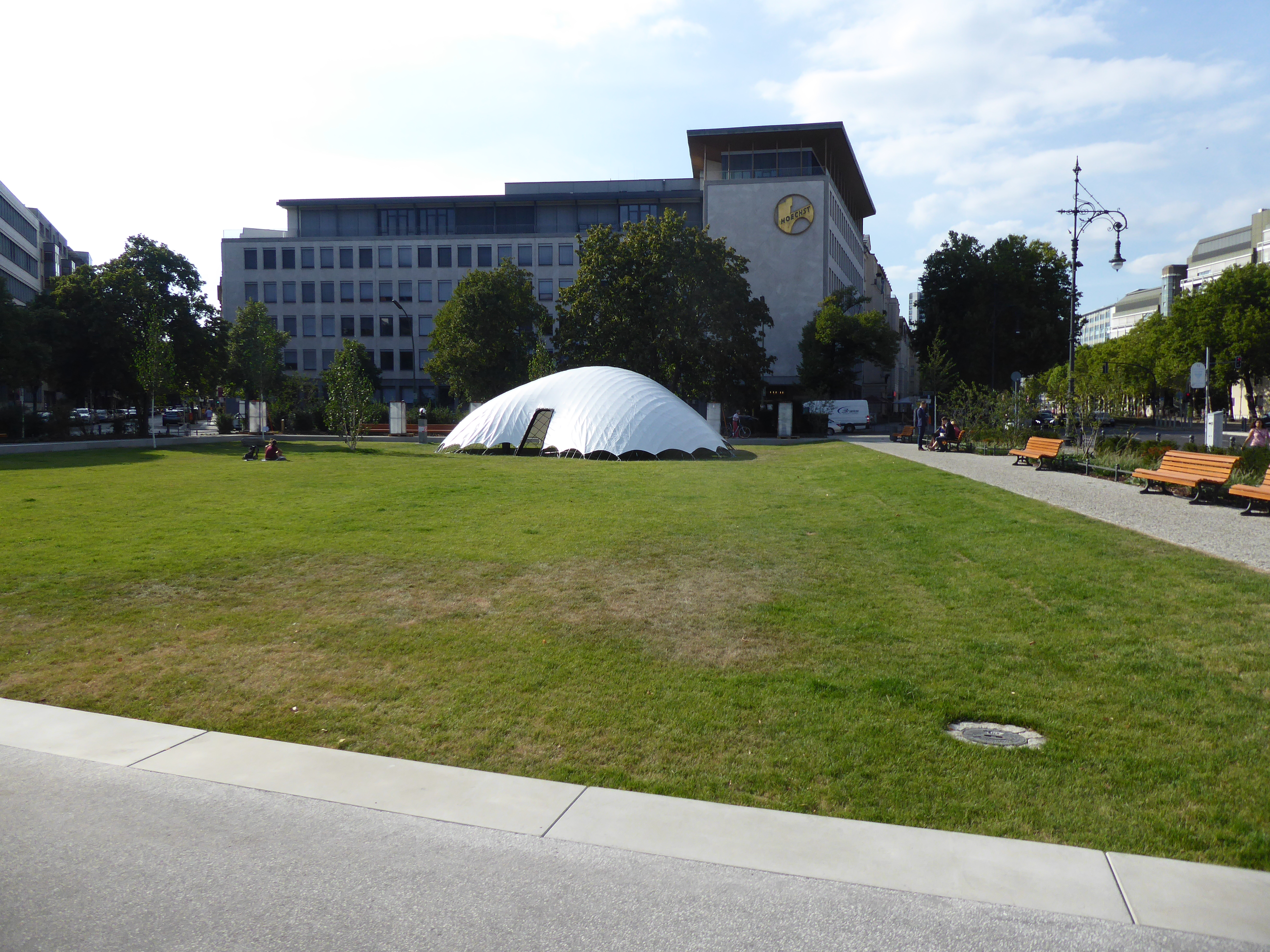
Blick zum Hoechst-Haus
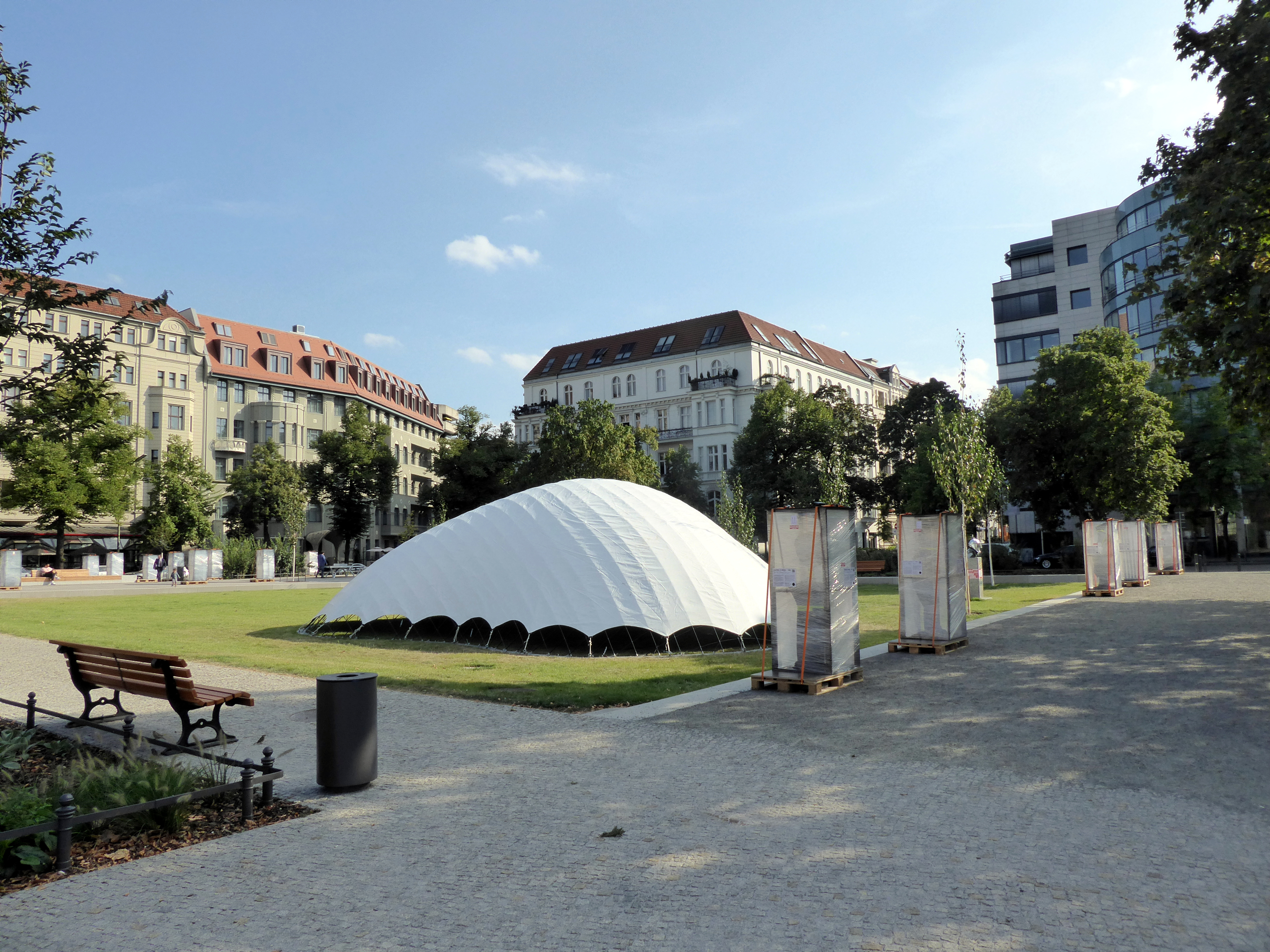
Zentrale Wiese mit Forschungspavillon
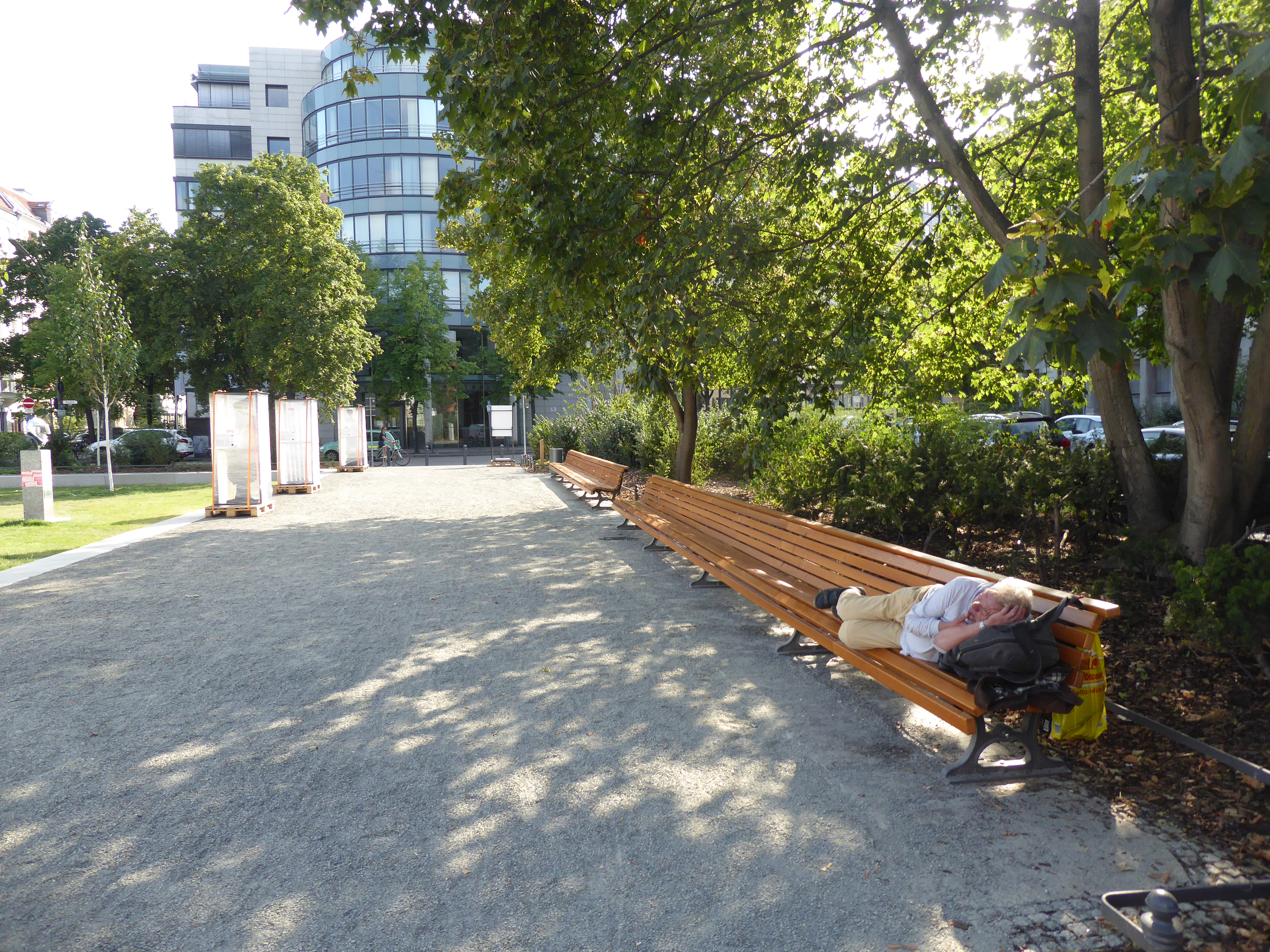
Sitzbänke
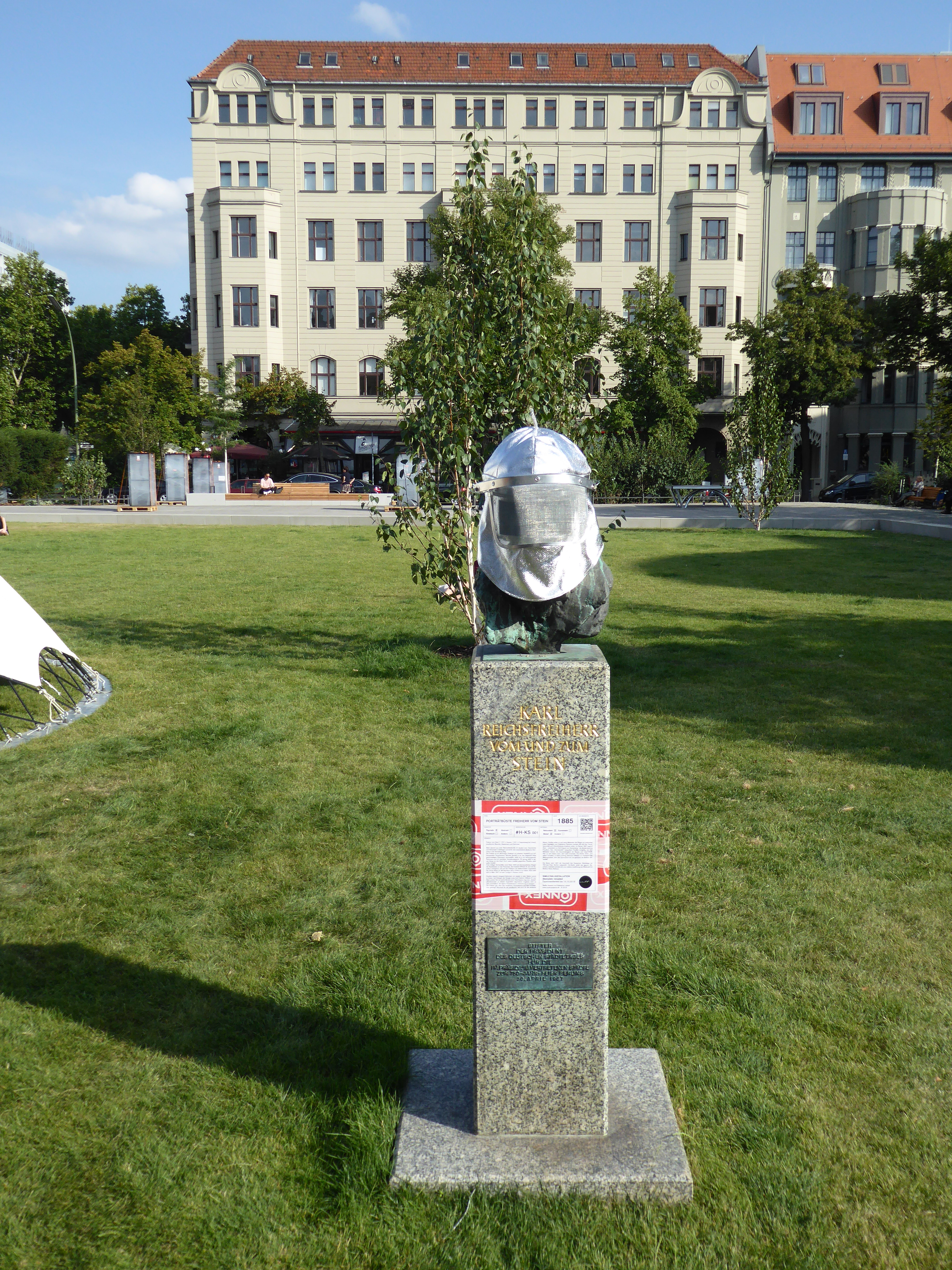
Denkmal Freiherr vom Stein
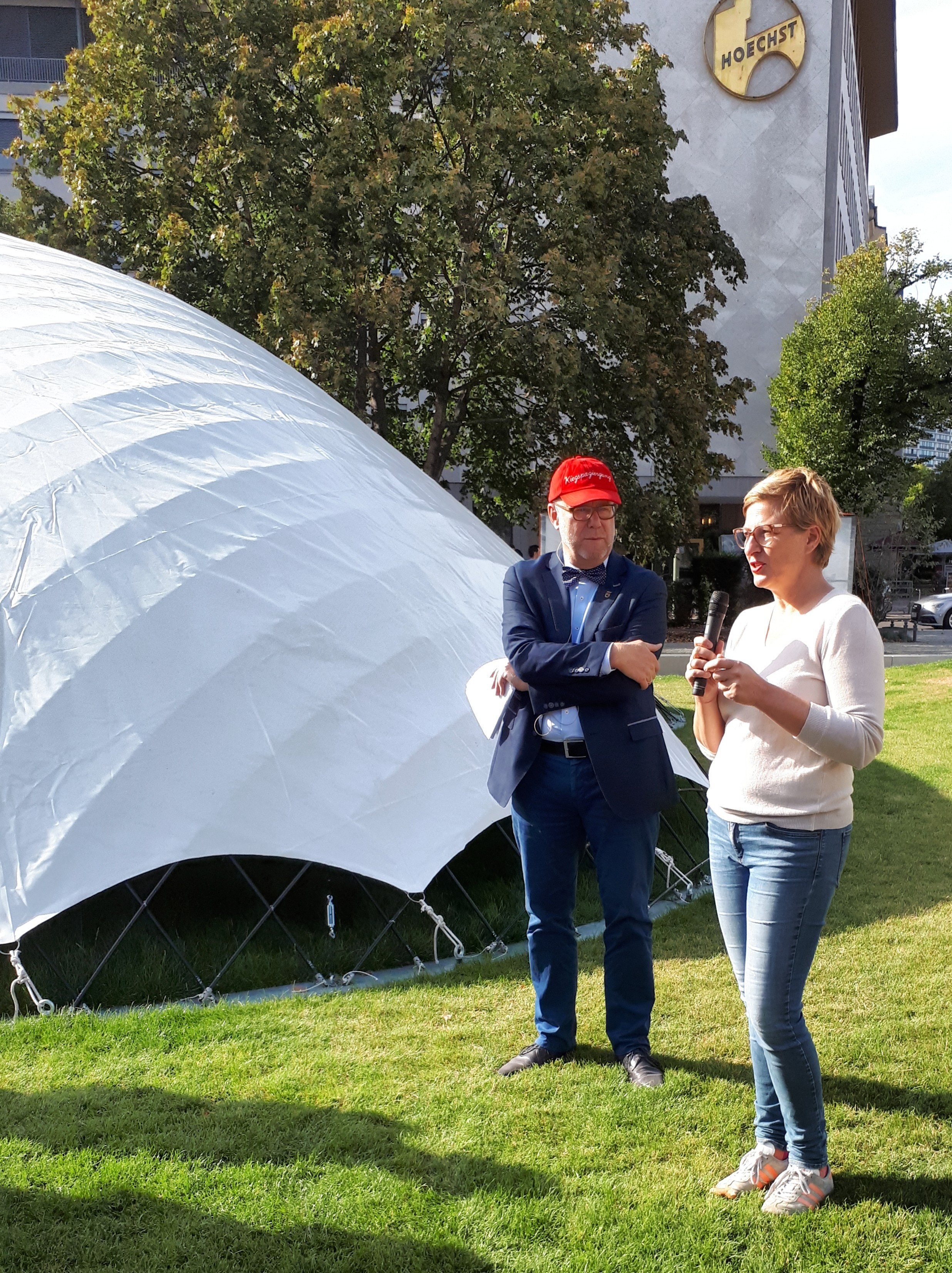
Bezirksbürgermeister Reinhard Naumann und Künstlerin Stefka Ammon
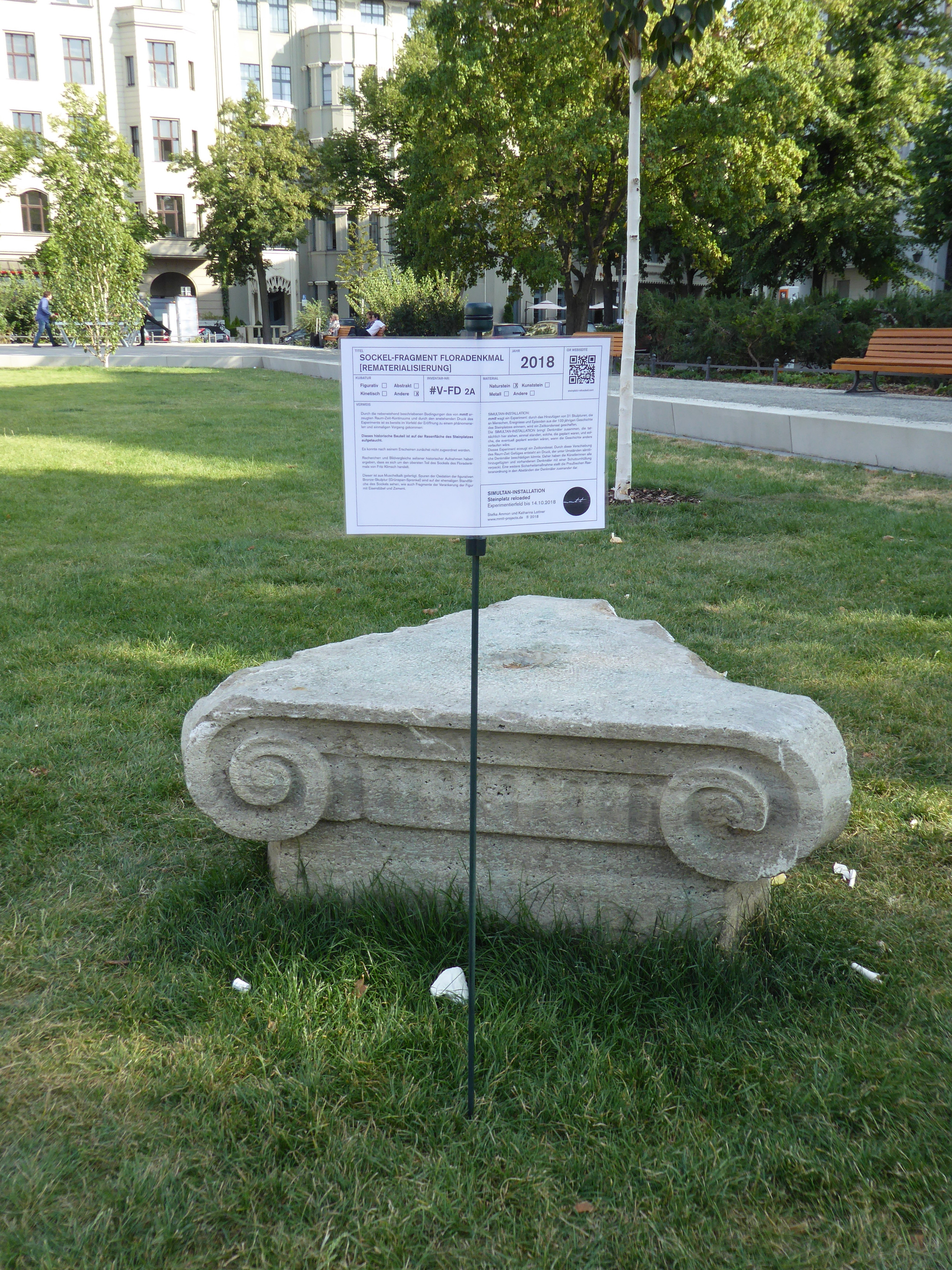
Sockel des ehemaligen Flora-Denkmals

## Umgebung des Platzes

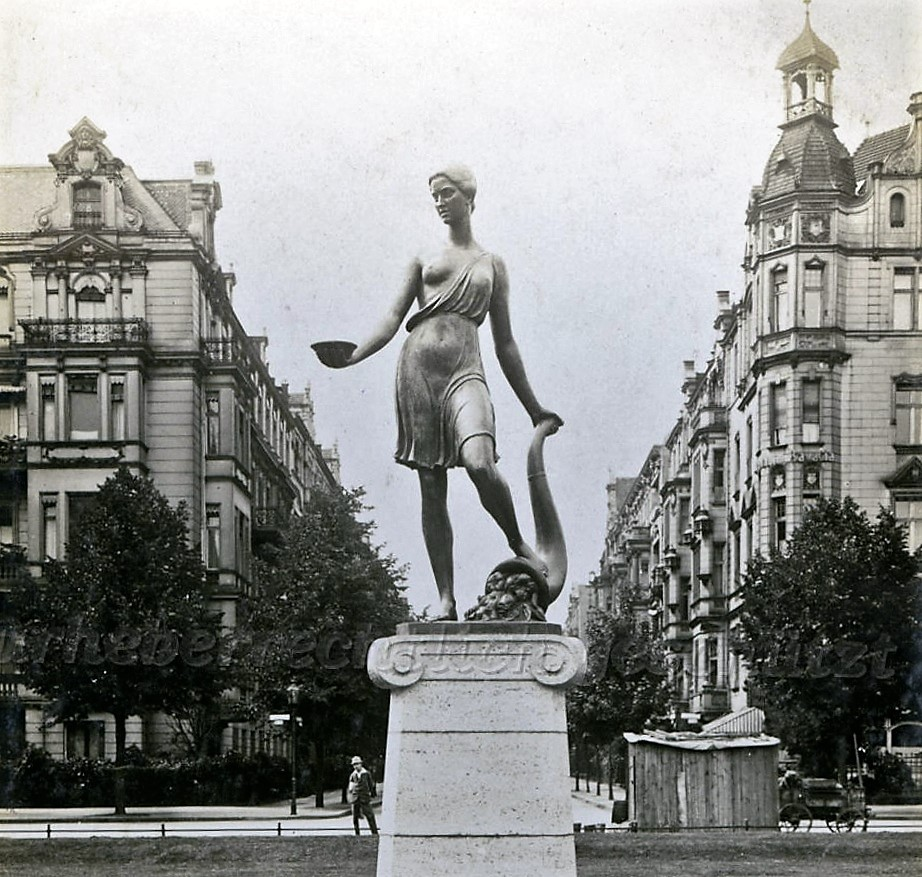
Denkmal der Flora auf dem Steinplatz von Fritz Klimsch (um 1921)

Anlieger sind neben der UdK auch die gemeinsame Mensa der TU Berlin und der UdK. Unter Denkmalschutz stehen vier am Steinplatz gelegene Gebäude: das Hauptgebäude der UdK, das Hotel am Steinplatz  (ehemals: Haus am Steinplatz, ein Jugendstilbau von August Endell), das Hoechst-Haus sowie ein Block gründerzeitlicher Mietshäuser zwischen den Einmündungen der Uhlandstraße und der Carmerstraße.